# Imogiri
Imogiri est le cimetière des souverains des royaumes de Mataram, Surakarta et Yogyakarta dans l'île de Java en Indonésie. C'est aussi un district du kabupaten de Bantul (en), dans le territoire spécial de Yogyakarta.
Le nom vient du sanscrit hima (qu l'on retrouve dans le nom Himalaya), "ciel" et giri, "montagne". Imogiri est situé sur le territoire spécial de Yogyakarta. 
Le cimetière fut construit sur les ordres du Sultan Agung de Mataram dans les dernières années de son règne dans les années 1640. Son père, le Panembahan (prince) Senopati, est enterré à Kota Gede, aujourd'hui un faubourg de Yogyakarta.
Imogiri est un lieu de pèlerinage important pour les Javanais, notamment à certaines dates du calendrier javanais comme le Satu Suro (Nouvel An javanais), ainsi que du calendrier musulman. Le site appartient d'ailleurs à un réseau de lieux de pèlerinage de la tradition javanaise.
Le cimetière est administré conjointement par les cours Surakarta et Yogyakarta.
Sont en particulier enterrés à Imogiri, le Sultan Agung de Mataram et le sultan Hamengkubuwono IX de Yogyakarta. La tombe la plus récente est celle du sunan (roi) Pakubuwana XII de Surakarta, enterré en 2004.

## Galerie

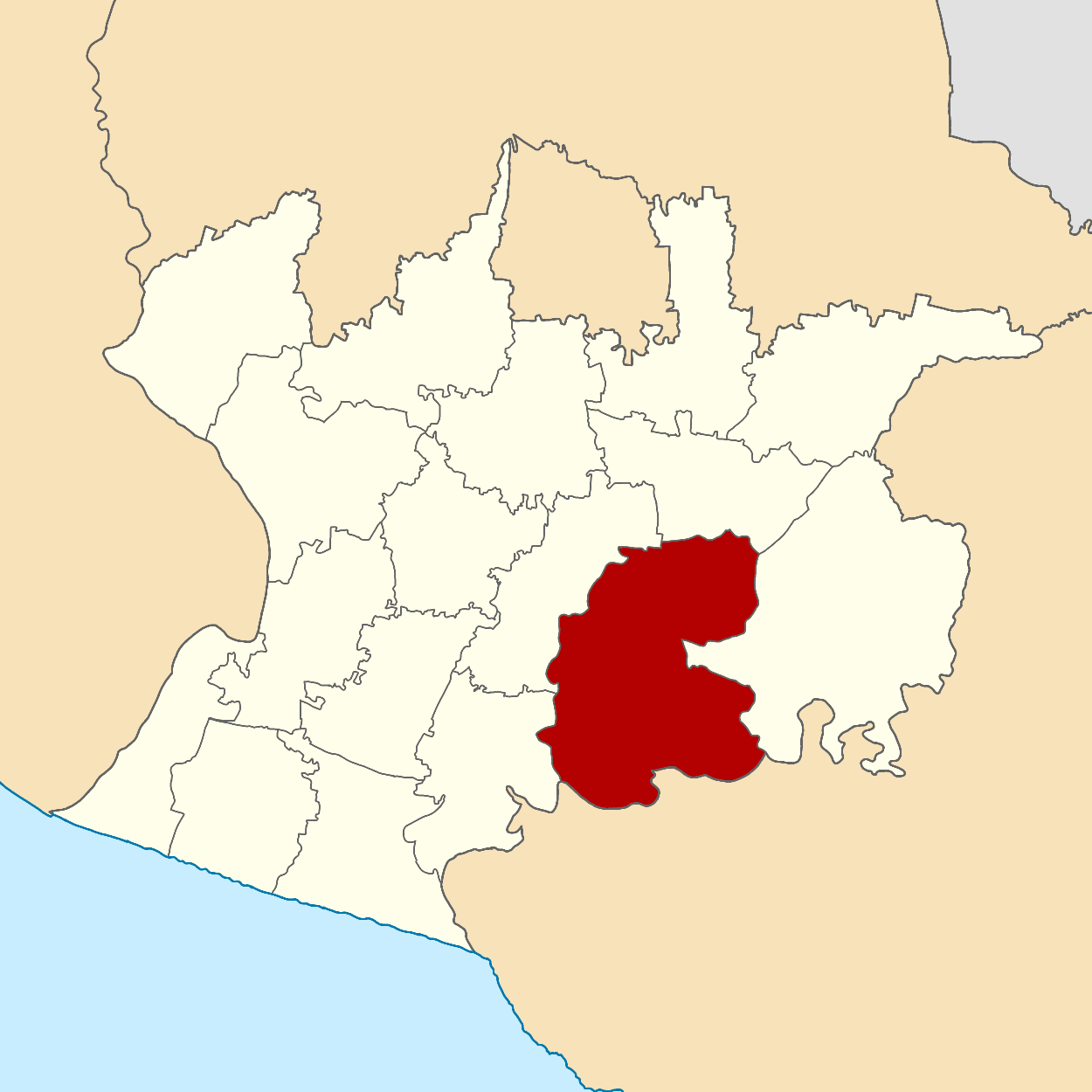
Carte du district d'Imogiri.
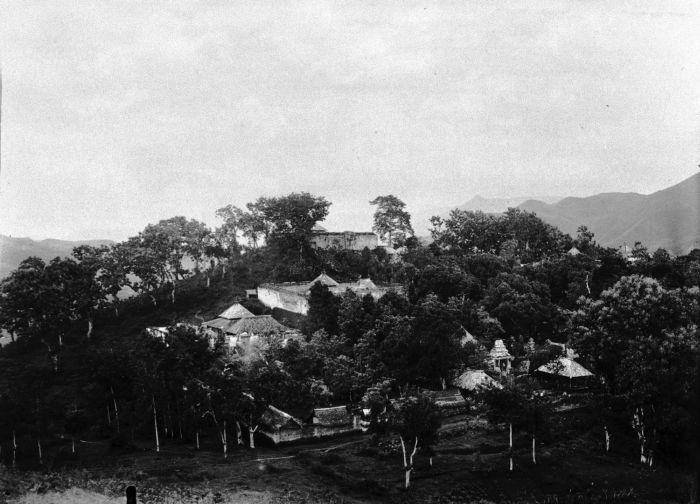
Vue aérienne d'Imogiri vers 1890.
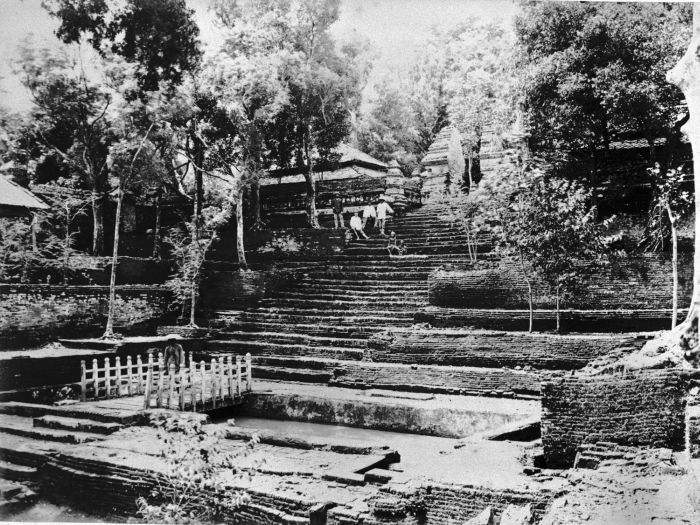
Entrée de l'enceinte d'Imogiri vers 1890.
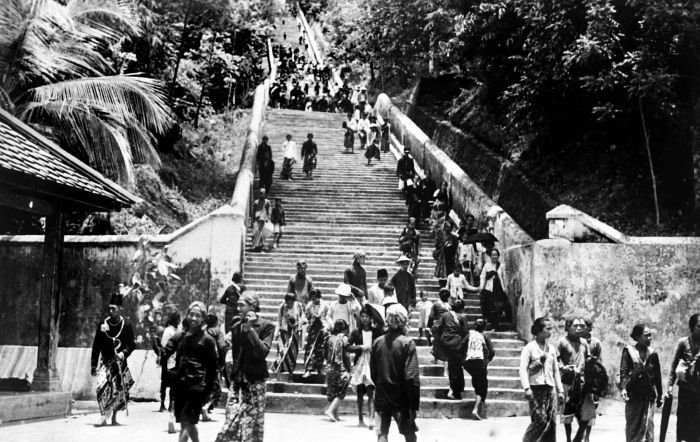
Le grand escalier d'Imogiri lors des funérailles du Susuhunan Pakubuwono X de Surakarta.